# Bunker Falkenhagen

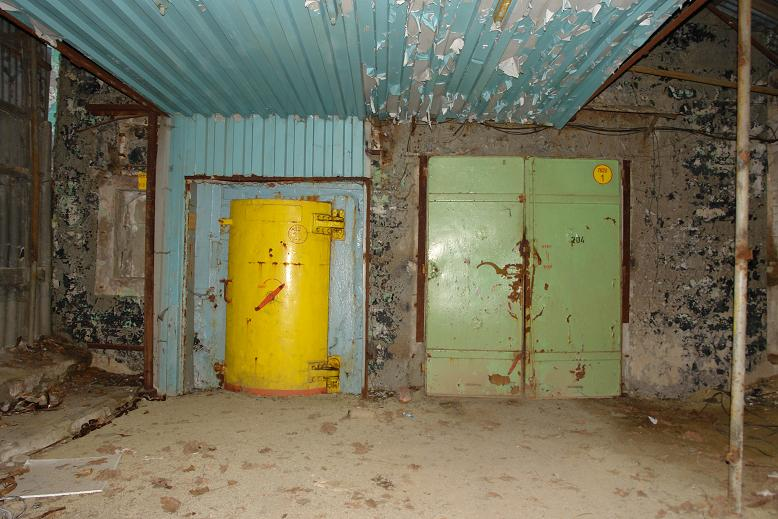
Haupteingang

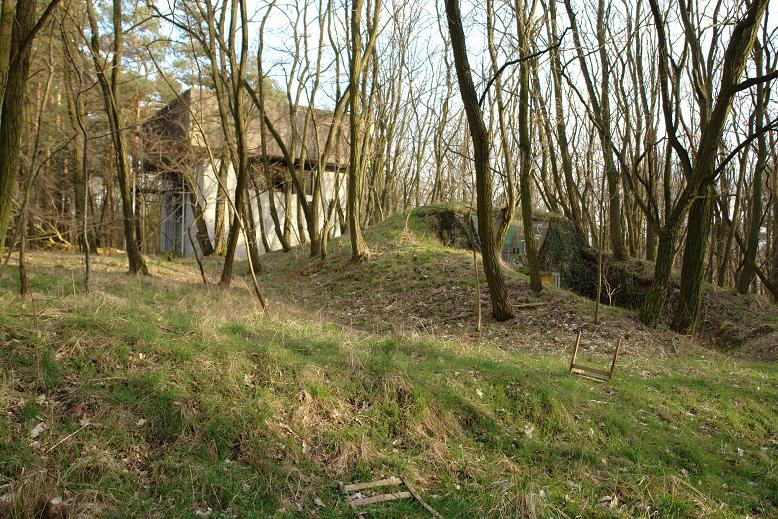
Turm 1

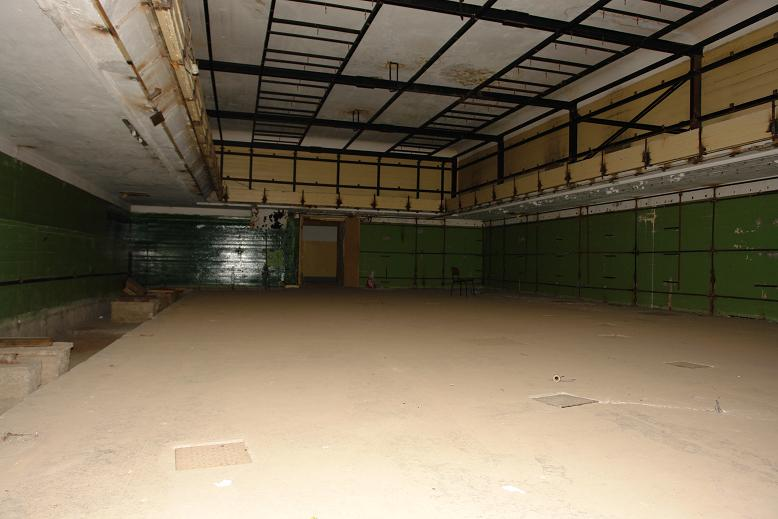
Lagezentrum des Operativ-Gefechtsstandes 2. UG

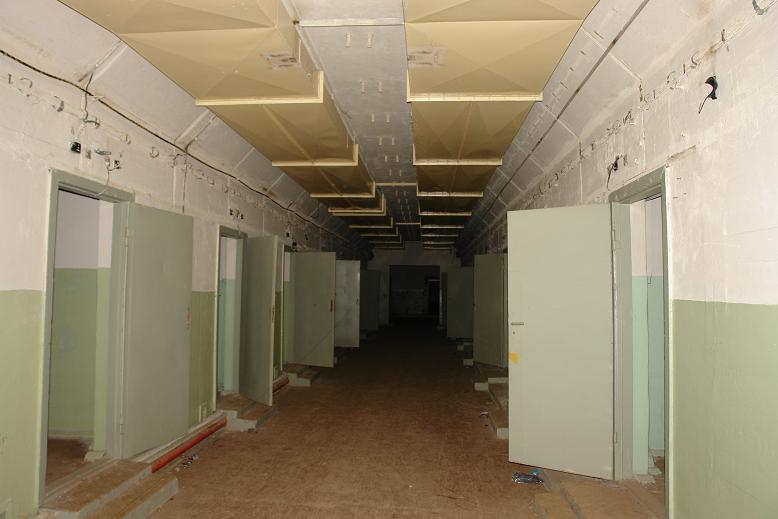
Korridoranlage 4. UG

Der Bunker Falkenhagen ist ein Bunker bei Falkenhagen im Landkreis Märkisch-Oderland, Brandenburg, der von 1939 bis 1943 durch die Wehrmacht für die Produktion von Chlortrifluorid (Tarnname N-Stoff) und Sarin gebaut wurde. Unter der Bezeichnung Seewerk gehörte die Anlage in Falkenhagen zu einer Reihe von Munitionsfabriken, die im Auftrag der Wehrmacht von der Deutschen Sprengchemie GmbH (DSC) bis 1945 betrieben wurden.
Von 1958 bis 1964 erfolgte der Umbau der ehemaligen Wehrmachts-Bunkeranlage durch die Gruppe der Sowjetischen Streitkräfte in Deutschland (GSSD) zu einer ABC-sicheren Kommandozentrale des Warschauer Paktes.

## Geschichte
Der Bunker wurde bereits Ende der 1930er Jahre als unterirdische Produktionsstätte geplant. 1939 wurde mit den Bauarbeiten begonnen. Er bestand aus einem zentralen Eisenbahntunnel und unterirdischen Räumen als Produktionsstätte für Chlortrifluorid. Bis zur Eroberung durch die Rote Armee im Jahr 1945 wurde der Bunker von der Wehrmacht genutzt.
Nach 1945 war das Gebiet um den Bunker Sperrgebiet, mit einer Legende als Lazarett bzw. Heilanstalt und ab 1959 als Kfz-Instandsetzungsbetrieb. Bereits 1946 wurde der Raum Falkenhagen (ohne Nennung des Bunkers oder seiner Nutzung) als Ort für die rückwärtige Führungsstelle einer Front der GSSD genannt. Der heutige Bunker wurde in den 1960er Jahren durch Spezialkräfte der NVA im Auftrag der GSSD umgebaut. Die GSSD stellte für diesen Umbau Medien und das Baumaterial bereit. Der Bunker wurde für die neue Funktion 1965 in Betrieb genommen.

## Nutzung
Bis 1945 wurde hier Chlortrifluorid für die Raketenindustrie des Dritten Reiches hergestellt, der aus Tarngründen als N-Stoff bezeichnet wurde. Die zu dieser Zeit entstandene Raumaufteilung war: Eisenbahntunnel, zwei Produktionshallen und ein Anbau zur Lagerung des Endproduktes. Unmittelbar vor der Eroberung durch die Rote Armee wurde begonnen, die Anlagen zur Fertigung von Sarin, im südlichen Nebenbereich der eigentlichen Bunkeranlage zu erweitern; die Anlagen wurden aber nicht mehr fertiggestellt.
Im Operativplan der GSSD hatte Falkenhagen ab 1965 vermutlich eine hohe militärische Bedeutung. Ob diese Bedeutung sich auch in der Nutzung der gebunkerten Fabrikationshallen widerspiegelte, ist bisher nicht eindeutig geklärt. Mit Stand November 2008 wird davon ausgegangen, dass die eigentliche Nutzung des Bunkers durch die GSSD erst nach dem Umbau zur Führungsstelle erfolgte.
Über die genaue Nutzung zu Zeiten des Kalten Krieges ist wenig Gesichertes bekannt. Es ist wahrscheinlich, dass der Bunker zwei Nutzungsperioden hatte und vor 1979 auch einen anderen Hausherrn. Die militärische und politische Situation in Polen und in Osteuropa, bewogen die Nutzer aber, das Bauwerk zu modernisieren und einer anderen Nutzung zuzuführen. Endzweck könnte ein vorgeschobener Gefechtsstand (VGS) für die Lenkung der Streitkräfte des Warschauer Paktes auf dem westlichen Kriegsschauplatz gewesen sein. Hierfür spricht neben einem Gefechtsführungszentrum auch die fernmeldetechnische Abstützung der Liegenschaft. Das Objekt war in das Troposphären-Nachrichtensystem der GSSD mit den Richtungen Wünsdorf und Ahlbeck eingebunden. Mit dem strategischen Troposphärenfunksystem BARS des Warschauer Paktes sind keine direkten Kontakte bekannt.

## Aufbau
Beim Bunker Falkenhagen handelt es sich um einen viergeschossigen Bunker, der ursprünglich in den 1940er Jahren in offener Bauweise erstellt und durch Erdüberschüttung in einer Höhe von 10 bis 15 Metern bedeckt wurde. Da der gegenwärtige Bunker in großen Teilen einen An- und Umbau (ab 1958) der bereits existierenden Anlage darstellt, musste die Raum- und Funktionsplanung sich an den bereits bestehenden Gegebenheiten orientieren. Zugleich wurden große Teile der früheren Produktionshallen durch Einziehen neuer Etagendecken zur Nutzung im Rahmen des Führungskonzeptes „umfunktioniert“. Die außergewöhnlichen, oberirdischen Bauwerksteile (Türme) sind eine Weiternutzung früherer Verwendung, dann aber für Zuluft, Abluft, Notausstieg und Medienzuführung. Weitere Umbauten, die auch die Erneuerung und den Austausch technischer Komponenten beinhalteten, erfolgten zwischen 1969 und 1973 und nach 1979. Zugleich wurden nach 1979 weitere Neubauten in der Liegenschaft errichtet, die die Nutzung als Führungsstelle höherer Kommandostäbe erst ermöglichten, denn der Großteil des ständig verfügbaren Bereitschaftspersonals musste und durfte vor Ort wohnen.
Der Bunker hat, da der ebenerdige aber überschüttete Bahntunnel bereits ein Untergeschoss darstellt, vier Etagen; zusätzlich gibt es einen Höhenversatz infolge der Lüftungsanlagen zwischen dem ersten und dem zweiten Untergeschoss, daher wäre die richtige Zählweise UG1 – UG1,5 – UG2 – UG3 – UG4 – Bodenplatte. (Ohne den erhöhten Boden für die Medien im untersten Geschoss als eigene Etage zu zählen).
Die Anlage hat eine nutzbare Größe von ca. 14.000 m² (Betriebsräume, Heiztunnel und andere Medienräume nicht mitgerechnet) und besaß mehrere Zugänge. Der Hauptzugang und der Zugang für den Zutritt „5 nach 12“ wurden durch Umbau des ehemaligen Bahntunnels in die Anlage geschaffen. Der Notausstieg ist Bestandteil der ehemaligen Havarieluftabführung und entstand durch Umbau. Der Bunker besaß mehrere oberirdische Gebäudeteile. Neben einem Zuluftturm existieren noch zwei weitere Türme mit großdimensionierten Rohrleitungen. Die Funktion war wie folgt:
- Turm West: Notausstieg und Abluftableitung für den Bereich des dritten Untergeschosses, zugleich genutzt zur Kabeleinführung, weil das Öffnen des Bauwerkes an anderen Stellen erhebliche Probleme bereitete.
- Turm Mitte: Zuluftturm für die Netzersatzanlagen und Abluftturm für Abgase der Generatoren
- Turm Ost: Zuluftturm für die Gesamtanlage.

Der Havarieabluftturm am Hang verlor seine Bedeutung, nachdem der Anschluss an den früheren gefliesten Havarieabluftstollen gekappt wurde, um einen Notausstieg einzubauen, der im dritten Untergeschoss endet (bei Zählung des Tunnels als UG 1).
Das Objekt verfügte über weitere Gebäude, die nach Umbau keine bauliche Verbindung zum Fabrikationsbunker hatten. Zuvor hatten das Generatorengebäude und der frühere Notausstieg Verbindung zum Bauwerk; diese wurden aber planmäßig beim Umbau verschlossen, um das Gesamtbauwerk sicher zu gestalten und eine Hermetisierung zu erreichen, wenn das Bauwerk in eine höhere Betriebsstufe überführt werden würde.
Der Wasserturm hatte zu Produktionszeiten im Zweiten Weltkrieg tatsächlich eine Vorratsfunktion, die der Turm später verlor und als Hundezwinger im inneren Sicherheitsring und Ruheort für müde Wachsoldaten genutzt wurde.
Im vierten Untergeschoss befanden sich mehrere Abteilungen, die durch Drucktüren voneinander getrennt waren. In deren Zentrum verlaufen zwei großzügige Zentralgänge, von denen aus jeweils ca. 20 Kammern von 15 m² Größe erreichbar sind. Die Dimension der Korridore und die große Anzahl von derartigen Kleinsträumen sind für ein Schutzbauwerk mit der eingangs beschriebenen Verwendung normal.

## Kaserne und Gelände
Das Gelände um den Bunker ist mit einer Vielzahl von heute verlassenen Gebäuden bebaut. Es fand keine Nachnutzung statt, die sowjetischen Rückbaukommandos übergaben die Liegenschaft unversehrt an das damalige Bundesvermögensamt Frankfurt (Oder). Das Bundesvermögensamt verwaltete die Liegenschaft bis zum Jahre 2003, dann wurde sie an einen Berliner Investor verkauft.

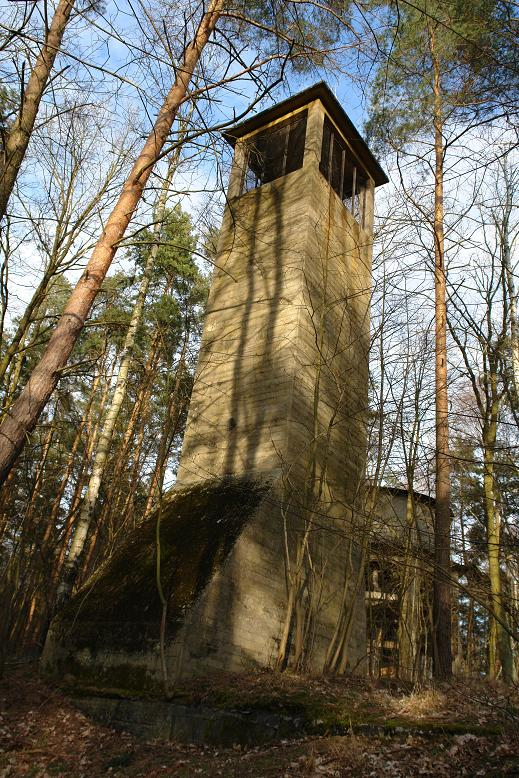
Havarieabluftturm
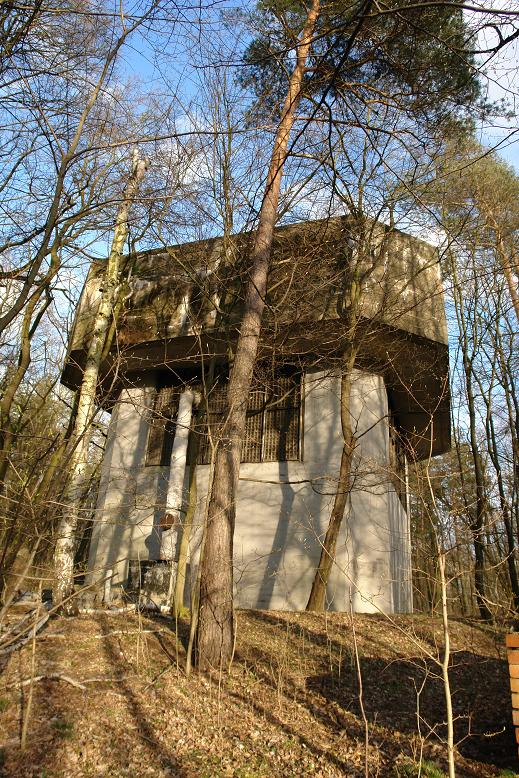
Turm 2
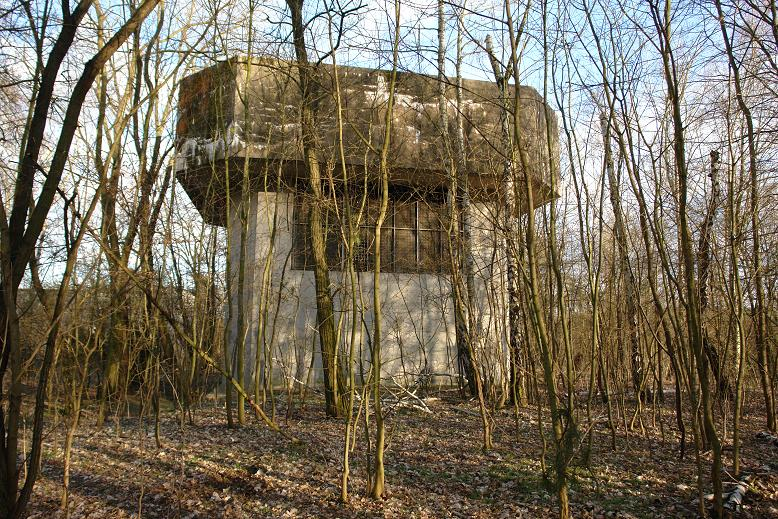
Turm 3
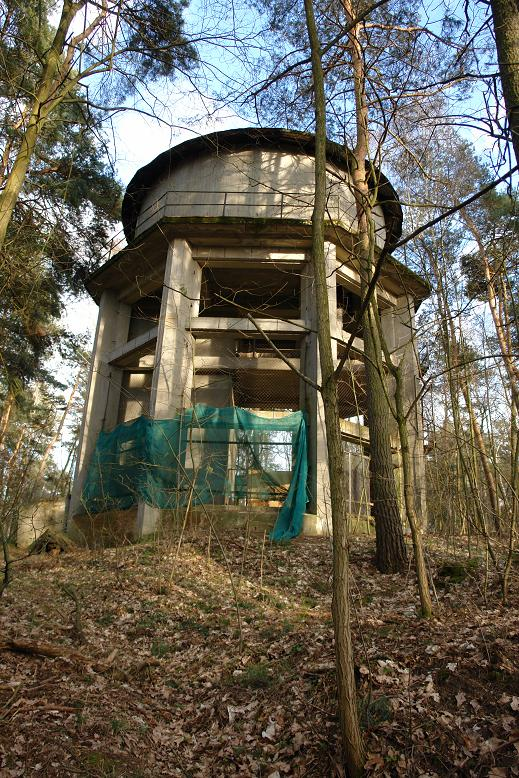
Wasserturm